# Tom Veen
Tom Robert Adrie Veen (Ambarawa (Nederlands-Indië), 14 januari 1942 – Viterbo (Italië) 13 augustus 2014) was een Nederlands onderwijzer en politicus voor de Volkspartij voor Vrijheid en Democratie (VVD).

## Levensloop
Na de HBS studeerde hij planologie aan de Universiteit van Amsterdam en economie aan de Rijksuniversiteit Groningen. Hij begon zijn carrière als onderwijzer. Daarna was hij docent planologie aan het Nederlands Wetenschappelijk Instituut voor Toerisme en Recreatie. Vervolgens was Veen eigenaar van een planologisch adviesbureau. Van 2 juli 1974 tot 1981 functioneerde Veen als lid van de Provinciale Staten van Gelderland. Van 18 september 1979 tot 13 september 1983 was hij werkzaam als lid van de Eerste Kamer der Staten-Generaal.
- Biografisch Portaal: 66102394
- Parlement.com: vg09llmfqcz4